# Список космических запусков СССР в 1967 году
Список космических запусков СССР в 1967 году
| Дата        | Ракета-носитель | Полезная нагрузка (тип)   | Космодром / Стартовый комплекс | SCD/NSSDC ID      | Результат                                           |
| ----------- | --------------- | ------------------------- | ------------------------------ | ----------------- | --------------------------------------------------- |
| 19 января   | Восток-2        | Космос-138 (Зенит-2)      | Плесецк 41/1                   | 02646 / 1967-004A | Успех                                               |
| 25 января   | Р-36орб         | Космос-139 (ОСБ)          | Байконур 162/36                | 02656 / 1967-005A | Успех                                               |
| 7 февраля   | Союз            | Космос-140 (Союз 7К-ОК)   | Байконур 1                     | 02667 / 1967-009A | Успех                                               |
| 8 февраля   | Восход          | Космос-141 (Зенит-4)      | Плесецк 41/1                   | 02670 / 1967-012A | Успех                                               |
| 14 февраля  | Космос-2        | Космос-142 (ДС-У2-И № 2)  | Капустин Яр 86/1               | 02678 / 1967-013A | Успех                                               |
| 27 февраля  | Восток-2        | Космос-143 (Зенит-2)      | Байконур 1                     | 02693 / 1967-017A | Успех                                               |
| 28 февраля  | Восток-2М       | Космос-144 (Метеор)       | Плесецк 41/1                   | 02695 / 1967-018A | Успех                                               |
| 3 марта     | Космос-2        | Космос-145 (ДС-У2-М № 2)  | Капустин Яр 86/1               | 02697 / 1967-019A | Успех                                               |
| 10 марта    | Протон-К        | Космос-146 (7К-Л1П)       | Байконур 81/23                 | 02705 / 1967-021A | Успех                                               |
| 13 марта    | Восток-2        | Космос-147 (Зенит-2)      | Плесецк 41/1                   | 02710 / 1967-022A | Успех                                               |
| 16 марта    | Космос-2        | Космос-148 (ДС-П1-И № 2)  | Плесецк 133/1                  | 02712 / 1967-023A | Успех                                               |
| 21 марта    | Космос-2        | Космос-149 (ДС-МО № 1)    | Капустин Яр 86/1               | 02714 / 1967-024A | Успех                                               |
| 22 марта    | Восход          | Космос-150 (Зенит-4)      | Плесецк 41/1                   | 02715 / 1967-025A | Успех                                               |
| 24 марта    | Космос-3        | Космос-151 (Стрела-2)     | Байконур 41/15                 | 02720 / 1967-027A | Успех                                               |
| 25 марта    | Космос-2        | Космос-152 (ДС-П1-Ю № 7)  | Плесецк 133/1                  | 02722 / 1967-028A | Успех                                               |
| 4 апреля    | Восток-2        | Космос-153 (Зенит-2)      | Плесецк 41/1                   | 02740 / 1967-030A | Успех                                               |
| 8 апреля    | Протон-К        | Космос-154 (7К-Л1П)       | Байконур 81/23                 | 02745 / 1967-032A | Неудача (отказ блока Д)                             |
| 12 апреля   | Восход          | Космос-155 (Зенит-4)      | Байконур 1                     | 02750 / 1967-033A | Успех                                               |
| 23 апреля   | Союз            | Союз-1 (Союз 7К-ОК)       | Байконур 1                     | 02759 / 1967-037A | Успех                                               |
| 27 апреля   | Восток-2М       | Космос-156 (Метеор)       | Плесецк 41/1                   | 02762 / 1967-039A | Успех                                               |
| 12 мая      | Восток-2        | Космос-157 (Зенит-2)      | Байконур 1                     | 02781 / 1967-044A | Успех                                               |
| 15 мая      | Космос-3М       | Космос-158 (Циклон)       | Плесецк 132/1                  | 02801 / 1967-045A | Успех                                               |
| 17 мая      | Молния-М        | Космос-159 (Е-6ЛС)        | Байконур 1                     | 02805 / 1967-046A | Успех                                               |
| 17 мая      | Р-36орб         | Космос-160 (ОСБ)          | Байконур 161/35                | 02806 / 1967-047A | Успех                                               |
| 22 мая      | Восход          | Космос-161 (Зенит-4)      | Плесецк 41/1                   | 02812 / 1967-049A | Успех                                               |
| 24 мая      | Молния          | Молния-1-05 (Молния-1+)   | Байконур 1                     | 02822 / 1967-052A | Успех                                               |
| 1 июня      | Восход          | Космос-162 (Зенит-4)      | Байконур 1                     | 02827 / 1967-054A | Успех                                               |
| 5 июня      | Космос-2        | Космос-163 (ДС-У2-МП № 2) | Капустин Яр 86/1               | 02832 / 1967-056A | Успех                                               |
| 8 июня      | Восход          | Космос-164 (Зенит-2)      | Плесецк 41/1                   | 02836 / 1967-057A | Успех                                               |
| 12 июня     | Молния-М        | Венера-4                  | Байконур 1                     | 02840 / 1967-058A | Успех                                               |
| 12 июня     | Космос-2        | Космос-165 (ДС-П1-Ю № 11) | Плесецк 133/1                  | 02842 / 1967-059A | Успех                                               |
| 16 июня     | Космос-2        | Космос-166 (ДС-У3-С № 1)  | Капустин Яр 86/1               | 02848 / 1967-061A | Успех                                               |
| 17 июня     | Молния-М        | Космос-168 (4В-1)         | Байконур 1                     | 02852 / 1967-063A | Неудача (Авария 4-й ступени)                        |
| 20 июня     | Восход          | Зенит-4                   | Плесецк 41/1                   |                   | Неудача                                             |
| 26 июня     | Космос-3М       | Целина                    | Плесецк 132/2                  |                   | Неудача                                             |
| 4 июля      | Восход          | Космос-168 (Зенит-2)      | Байконур 31                    | 02869 / 1967-067A | Успех                                               |
| 17 июля     | Р-36орб         | Космос-169 (ОСБ)          | Байконур 162/36                | 02878 / 1967-069A | Успех                                               |
| 21 июля     | Восход          | Зенит-4                   | Байконур 31                    |                   | Неудача                                             |
| 31 июля     | Р-36орб         | Космос-170 (ОСБ)          | Байконур 161/35                | 02902 / 1967-074A | Успех                                               |
| 8 августа   | Р-36орб         | Космос-171 (ОСБ)          | Байконур 162/36                | 02911 / 1967-077A | Успех                                               |
| 9 августа   | Восход          | Космос-172 (Зенит-4)      | Байконур 1                     | 02914 / 1967-078A | Успех                                               |
| 24 августа  | Космос-2        | Космос-173 (ДС-П1-Ю № 8)  | Плесецк 133/1                  | 02921 / 1967-081A | Успех                                               |
| 31 августа  | Молния          | Космос-174 (Молния-1+)    | Байконур 1                     | 02925 / 1967-082A | Частично успешный, КА выведен на нерасчётную орбиту |
| 1 сентября  | Восход          | (Зенит-2)                 | Плесецк 41/1                   |                   | Неудача                                             |
| 11 сентября | Восход          | Космос-175 (Зенит-4)      | Плесецк 41/1                   | 02939 / 1967-085A | Успех                                               |
| 12 сентября | Космос-2        | Космос-176 (ДС-П1-Ю № 10) | Плесецк 133/1                  | 02942 / 1967-086A | Успех                                               |
| 16 сентября | Восход          | Космос-177 (Зенит-2)      | Байконур 31?                   | 02947 / 1967-088A | Успех                                               |
| 19 сентября | Р-36орб         | Космос-178 (ОСБ)          | Байконур 161/35                | 02951 / 1967-089A | Успех                                               |
| 22 сентября | Р-36орб         | Космос-179 (ОСБ)          | Байконур 162/36                | 02962 / 1967-091A | Успех                                               |
| 26 сентября | Восход          | Космос-180 (Зенит-2)      | Плесецк 41/1                   | 02966 / 1967-093A | Успех                                               |
| 27 сентября | Космос-3М       | ГВМ Циклон                | Плесецк 132/2                  |                   | Неудача                                             |
| 28 сентября | Протон-К        | Зонд-4А (7К-Л1)           | Байконур 81/23                 |                   | Неудача                                             |
| 3 октября   | Молния          | Молния-1-06 (Молния-1+)   | Байконур 1                     | 02973 / 1967-095A | Успех                                               |
| 11 октября  | Восход          | Космос-181 (Зенит-2)      | Плесецк 41/1                   | 02981 / 1967-097A | Успех                                               |
| 16 октября  | Восход          | Космос-182 (Зенит-4)      | Байконур 31                    | 02995 / 1967-098A | Успех                                               |
| 18 октября  | Р-36орб         | Космос-183 (ОСБ)          | Байконур 161/35                | 03001 / 1967-099A | Успех                                               |
| 22 октября  | Молния          | Молния-1-07 (Молния-1+)   | Байконур 1                     | 03008 / 1967-101A | Успех                                               |
| 24 октября  | Восток-2М       | Космос-184 (Метеор)       | Плесецк 41/1                   | 03010 / 1967-102A | Успех                                               |
| 27 октября  | Циклон-2А 11К67 | Космос-185 (ИС-БМ)        | Байконур 90/19                 | 03013 / 1967-104A | Успех                                               |
| 27 октября  | Союз            | Космос-186 (Союз 7К-ОК)   | Байконур 31                    | 03014 / 1967-105A | Успех                                               |
| 28 октября  | Р-36орб         | Космос-187                | Байконур 162/36                | 03016 / 1967-106A | Успех                                               |
| 30 октября  | Союз            | Космос-188 (Союз 7К-ОК)   | Байконур 1                     | 03020 / 1967-107A | Успех                                               |
| 30 октября  | Космос-3М       | Космос-189 (ГВМ Целина)   | Плесецк 132/2                  | 03021 / 1967-108A | Успех                                               |
| 3 ноября    | Восход          | Космос-190 (Зенит-4)      | Плесецк 41/1                   | 03026 / 1967-110A | Успех                                               |
| 21 ноября   | Космос-2        | Космос-191 (ДС-П1-Ю № 9)  | Плесецк 133/1                  | 03043 / 1967-115A | Успех                                               |
| 22 ноября   | Протон-К        | Зонд-4Б (7К-Л1)           | Байконур 81/24                 |                   | Неудача                                             |
| 23 ноября   | Космос-3М       | Космос-192 (Циклон)       | Плесецк 132/2                  | 03047 / 1967-116A | Успех                                               |
| 25 ноября   | Восход          | Космос-193 (Зенит-2)      | Плесецк 41/1                   | 03052 / 1967-117A | Успех                                               |
| 3 декабря   | Восход          | Космос-194 (Зенит-4)      | Плесецк 41/1                   | 03055 / 1967-119A | Успех                                               |
| 16 декабря  | Восход          | Космос-195 (Зенит-2)      | Плесецк 41/1                   | 03071 / 1967-124A | Успех                                               |
| 19 декабря  | Космос-2        | Космос-196 (ДС-У1-Г № 2)  | Капустин Яр 86/1               | 03074 / 1967-125A | Успех                                               |
| 26 декабря  | Космос-2        | Космос-197 (ДС-У2-В № 3)  | Капустин Яр 86/4               | 03079 / 1967-126A | Успех                                               |
| 27 декабря  | Циклон-2А 11К67 | Космос-198 (УС-А)         | Байконур 90/19                 | 03081 / 1967-127A | Успех                                               |

## Статистика
Количество запусков: 73
Успешных запусков: 63
| Ракета-носитель | Число стартов | Неудачи | Примечания |
| --------------- | ------------- | ------- | ---------- |
| Восток          | 8             | 0       |            |
| Восход          | 20            | 3       |            |
| Молния          | 7             | 1       |            |
| Союз            | 4             | 0       |            |
| Космос-2        | 13            | 0       |            |
| Космос-3        | 6             | 2       |            |
| Протон          | 4             | 4       |            |
| Циклон          | 2             | 0       |            |
| Р-36орб         | 9             | 0       |            |

| Космодром   | Число стартов | Неудачи | Примечания |
| ----------- | ------------- | ------- | ---------- |
| Плесецк     | 30            | 4       |            |
| Байконур    | 37            | 6       |            |
| Капустин Яр | 7             | 0       |            |

## Прочие события
| Дата        | Событие |
| ----------- | --- |
| 18 января   | Советская автоматическая межпланетная станция «Луна-12» (02508 / 1966-094A) упала на поверхность Луны. |
| 27 января   | На территории СССР совершил посадку спускаемый аппарат советского разведывательного спутника «Космос-138» (02646 / 1967-004A). |
| 27 января   | В Москве, Вашингтоне и Лондоне страны-депозитарии СССР, США и Великобритания подписали договор «О принципах деятельности государств по исследованию и использованию космического пространства, включая Луну и другие небесные тела». Договор открыт для подписания другими государствами. |
| 4 февраля   | Вышло Постановление ЦК КПСС и СМ СССР по комплексу Н1-Л3, уточняющее сроки изготовления, начала летно-конструкторских испытаний и осуществления эксплуатации. |
| 9 февраля   | На территории СССР совершил посадку спускаемый аппарат советского беспилотного космического корабля «Союз» / «Космос-140» (02667 / 1967-009A). Спускаемый аппарат совершил посадку на поверхность замерзшего Аральского моря, но при прохождении плотных слоев атмосферы у него прогорело теплозащитное покрытие и нарушилась герметичность (в месте выпавшей при нагреве заглушки).                    |
| 16 февраля  | На территории СССР совершил посадку спускаемый аппарат советского разведывательного спутника «Космос-141» (02670 / 1967-012A). |
| 7 марта     | На территории СССР совершил посадку спускаемый аппарат советского разведывательного спутника «Космос-143» (02693 / 1967-017A). |
| 17 марта    | Прекратил существование, войдя в плотные слои атмосферы, советский спутник связи «Молния-1-02» (01621 / 1965-080A). |
| 18 марта    | Прекратил существование, войдя в плотные слои атмосферы, советский спутник «Космос-146» (02705 / 1967-021A). |
| 21 марта    | На территории СССР совершил посадку спускаемый аппарат советского разведывательного спутника «Космос-147» (02710 / 1967-022A). |
| 30 марта    | На территории СССР совершил посадку спускаемый аппарат советского разведывательного спутника «Космос-150» (02715 / 1967-025A). |
| 2 апреля    | Прекратил существование, войдя в плотные слои атмосферы, советский спутник «Космос-97» (01777 / 1965-095A). |
| 7 апреля    | Прекратил существование, войдя в плотные слои атмосферы, советский спутник «Космос-149» (02714 / 1967-024A). |
| 10 апреля   | Прекратил существование, войдя в плотные слои атмосферы, советский спутник «Космос-154» (02745 / 1967-032A). |
| 12 апреля   | Прекратил существование, войдя в плотные слои атмосферы, советский спутник «Космос-135» (02612 / 1966-112A). |
| 12 апреля   | На территории СССР совершил посадку спускаемый аппарат советского разведывательного спутника «Космос-153» (02740 / 1967-030A). |
| 20 апреля   | На территории СССР совершил посадку спускаемый аппарат советского разведывательного спутника «Космос-155» (02750 / 1967-033A). |
| 24 апреля   | Близ Орска при посадке разбился спускаемый аппарат космического корабля «Союз-1» (02759 / 1967-037A). Причиной аварии стало нераскрытие парашюта. Спускаемый аппарат на большой скорости врезался в землю и загорелся. Космонавт Владимир Комаров в результате катастрофы погиб. |
| 7 мая       | Прекратил существование, войдя в плотные слои атмосферы, советский спутник «Космос-148» (02712 / 1967-023A). |
| 18 мая      | Прекратил существование, войдя в плотные слои атмосферы, советский спутник «Космос-160» (02806 / 1967-047A). |
| 18 мая      | Президиум Верховного Совета СССР ратифицировал договор «О принципах деятельности государств по исследованию и использованию космического пространства, включая Луну и другие небесные тела», подписанный 27 января 1967 года. |
| 20 мая      | На территории СССР совершил посадку спускаемый аппарат советского разведывательного спутника «Космос-157» (02781 / 1967-044A). |
| 30 мая      | На территории СССР совершил посадку спускаемый аппарат советского разведывательного спутника «Космос-161» (02812 / 1967-049A). |
| 9 июня      | На территории СССР совершил посадку спускаемый аппарат советского разведывательного спутника «Космос-162» (02827 / 1967-054A). |
| 14 июня     | На территории СССР совершил посадку спускаемый аппарат советского разведывательного спутника «Космос-164» (02836 / 1967-057A). |
| 25 июня     | Прекратил существование, войдя в плотные слои атмосферы, советский спутник «Космос-167» (02852 / 1967-063A). |
| 6 июля      | Прекратил существование, войдя в плотные слои атмосферы, советский спутник «Космос-142» (02678 / 1967-013A). |
| 12 июля     | На территории СССР совершил посадку спускаемый аппарат советского разведывательного спутника «Космос-168» (02869 / 1967-067A). |
| 5 августа   | Прекратил существование, войдя в плотные слои атмосферы, советский спутник «Космос-152» (02722 / 1967-028A). |
| 17 августа  | На территории СССР совершил посадку спускаемый аппарат советского разведывательного спутника «Космос-172» (02914 / 1967-078A). |
| 6 сентября  | С борта советской атомной подводной лодки «Ленинец» из акватории Баренцева моря осуществлен пуск баллистической ракеты морского базирования. Пуск осуществлялся в район полигона на полуострове Камчатка и прошел успешно. |
| 19 сентября | На территории СССР совершил посадку спускаемый аппарат советского разведывательного спутника «Космос-175» (02939 / 1967-085A). |
| 24 сентября | На территории СССР совершил посадку спускаемый аппарат советского разведывательного спутника «Космос-177» (02947 / 1967-088A). |
| 4 октября   | На территории СССР совершил посадку спускаемый аппарат советского разведывательного спутника «Космос-180» (02966 / 1967-093A). |
| 11 октября  | Прекратил существование, войдя в плотные слои атмосферы, советский спутник «Космос-163» (02832 / 1967-056A). |
| 12 октября  | В СССР с помощью ракеты-носителя «Космос-3» осуществлен запуск Вертикального космического зонда, предназначенного для изучения верхних слоев земной атмосферы Земли и околоземного космического пространства. Зонд был поднят на высоту около 4400 километров. |
| 18 октября  | Советская автоматическая межпланетная станция «Венера-4» (02840 / 1967-058A) достигла Венеры. Спускаемый аппарат АМС совершил плавный спуск в атмосфере Венеры и достиг её поверхности. Сигнал со станции во время спуска принимался до высоты 24,96 км. |
| 19 октября  | На территории СССР совершил посадку спускаемый аппарат советского разведывательного спутника «Космос-181» (02981 / 1967-097A). |
| 24 октября  | На территории СССР совершил посадку спускаемый аппарат советского разведывательного спутника «Космос-182» (02995 / 1967-098A). |
| 25 октября  | Прекратил существование, войдя в плотные слои атмосферы, советский спутник «Космос-166» (02848 / 1967-061A). |
| 30 октября  | На околоземной орбите осуществлено автоматическая стыковка советских беспилотных космических кораблей «Космос-186» (03014 / 1967-105A) и «Космос-188» (03020 / 1967-107A).Это первая в мире автоматическая стыковка двух беспилотных аппаратов. Совершив в течение нескольких часов полет в состыкованном состоянии спутники были расстыкованы и продолжили автономный полет каждый по своей программе. |
| 31 октября  | На территории СССР совершил посадку спускаемый аппарат советского беспилотного космического корабля «Космос-186» (03014 / 1967-105A). |
| 2 ноября    | Время — 09:10. Системой самоуничножения был взорван советский беспилотный космический корабль «Космос-188» (03020 / 1967-107A). Из-за неисправности системы ориентации оказался невозможным штатный спуск с орбиты. |
| 3 ноября    | Прекратил существование, войдя в плотные слои атмосферы, советский спутник «Космос-63» (01269 / 1965-020C). |
| 11 ноября   | На территории СССР совершил посадку спускаемый аппарат советского разведывательного спутника «Космос-190» (03026 / 1967-110A). |
| 23 ноября   | Прекратил существование, войдя в плотные слои атмосферы, советский спутник «Космос-137» (02627 / 1966-117A). |
| 3 декабря   | На территории СССР совершил посадку спускаемый аппарат советского разведывательного спутника «Космос-193» (03052 / 1967-117A). |
| 11 декабря  | На территории СССР совершил посадку спускаемый аппарат советского разведывательного спутника «Космос-194» (03055 / 1967-115A). |
| 17 декабря  | Прекратил существование, войдя в плотные слои атмосферы, советский спутник «Космос-173» (02921 / 1967-081A). |
| 24 декабря  | На территории СССР совершил посадку спускаемый аппарат советского разведывательного спутника «Космос-195» (03071 / 1967-124A). |